# 挪威鼠麴草
挪威鼠麴草（学名：Gnaphalium norvegicum）是菊科鼠麴草属的植物。分布于欧洲、亚洲以及中国大陆的新疆等地，生长于海拔3,000米的地区，一般生长在高山草地上，目前尚未由人工引种栽培。

## 异名
- Omphalotheca norvegicum (Gunn.) Sch.-Bip. et Schultz